# Pieśni i tańce śmierci
Pieśni i tańce śmierci – cykl czterech pieśni na głos z fortepianem Modesta Musorgskiego powstały na przestrzeni lat 1875–1877. 
Pieśni te zaliczane są do najwybitniejszych utworów w dorobku kompozytora. Środkami muzycznymi Musorgski oddał tragizm i okrutne prawdy tekstów A. Goleniszczewa-Kutuzowa. Cztery maski śmierci - nienawidzącej, okrutnej w swej hipokryzji i bezwzględności - są zwycięskie w stosunku do prawdziwej miłości, marzeń i pragnień ludzkich.
- Kołysanka – jest wstrząsającym dialogiem prawdziwej i fałszywej miłości. Umierającemu dziecku śpiewa ją początkowo matka, później śmierć.
- Serenada – o dziewczynie, która umierając marzy o pierwszej miłości, śmierć ukazuje się pod postacią rycerza zabiegającego o jej względy.
- Trepak – zbłąkanego w śnieżnej zamieci pijanego chłopa śmierć porywa w ostatni taniec, tytułowy trepak, „pocieszając” go zwidami lata.
- Wódz – prawdziwym wodzem i zwycięzcą na polu bitwy i okazuje się nie człowiek, lecz śmierć.

Interesującym jest fakt, iż czwartą pieśń - "Wódz" - Musorgski zbudował w oparciu o polską pieśń powstańczą Chorał ("Z dymem pożarów") Józefa Nikorowicza. Dotychczas pozostają niezbadane powody powiązania wykorzystanej pieśni Nikorowicza z tematyką finałowej pieśni cyklu, jak i ze stosunkiem kompozytora wobec wydarzeń w Polsce.